# Rhynchostylis retusa
Espèce
Classification phylogénétique
Statut CITES
Rhynchostylis retusa est une espèce d'orchidée du genre Rhynchostylis (dont c'est l'espèce type) appartenant à la sous-tribu des Aeridinae que l'on rencontre en Malaisie, à Singapour, en Thaïlande, au Sri Lanka et en Inde (notamment en Assam, Orissa, Andhra Pradesh).

## Synonymes
- Epidendrum retusum L. (basionyme)
- Aerides guttata (Lindl.) Roxb.
- Aerides praemorsa Willd.
- Aerides retusa (L.) Sw.
- Aerides spicata D.Don
- Aerides undulata Sm.
- Anota violacea (Rchb.f.) Schltr.
- Epidendrum hippium Buch.-Ham. ex D.Don
- Epidendrum indicum Poir.
- Gastrochilus blumei (Lindl.) Kuntze
- Gastrochilus garwalicus (Lindl.) Kuntze
- Gastrochilus praemorsus (Willd.) Kuntze
- Gastrochilus retusus (L.) Kuntze
- Gastrochilus rheedei (Wight) Kuntze
- Gastrochilus spicatus (D.Don) Kuntze
- Gastrochilus violaceus (Rchb.f.) Kuntze
- Limodorum retusum (L.) Sw.
- Orchis lanigera Blanco
- Rhynchostylis albiflora I.Barua & Bora
- Rhynchostylis garwalica (Lindl.) Rchb.f.
- Rhynchostylis guttata (Lindl.) Rchb.f.
- Rhynchostylis praemorsa (Willd.) Blume
- Rhynchostylis retusa f. albiflora (I.Barua & Bora) Christenson
- Rhynchostylis violacea Rchb.f.
- Saccolabium blumei Lindl.
- Saccolabium garwalicum Lindl.
- Saccolabium guttatum (Lindl.) Lindl. ex Wall.
- Saccolabium heathii auct.
- Saccolabium macrostachyum Lindl.
- Saccolabium praemorsum (Willd.) Lindl.
- Saccolabium retusum (L.) Voigt
- Saccolabium rheedei Wight
- Saccolabium spicatum (D.Don) Lindl.
- Saccolabium violaceum Rchb.f.
- Sarcanthus guttatus Lindl.